# Danielle Winits
Danielle Winits, meglio conosciuta come Danielle Winitskowski de Azevedo (Rio de Janeiro, 5 dicembre 1973), è un'attrice, danzatrice e cantante brasiliana.

## Biografia
Nata e cresciuta in una famiglia dell'alta borghesia carioca, ha origini russe da parte di madre. Il nonno materno, Rubens Vieira Winitskowski, era un membro del 1º Gruppo di Aviazione da Caccia dell'Aeronautica Militare brasiliana, inviato a combattere in Italia nella Seconda Guerra Mondiale col grado di sergente facendo parte della squadra di supporto a terra. Il padre morì nel 1981, quando Danielle aveva solo sette anni, in un incidente in elicottero. La madre si è risposata nel 2000 con l'attore Delano Avelar e a 48 anni ha generato un figlio, Vítor, quando Danielle ne aveva 30. L'attrice nelle interviste ha rivelato che sua madre ha subito pregiudizi per essersi sposata con un uomo di vent'anni più giovane, ma l'ha sempre sostenuta e difesa, essendo tra l'altro molto affezionata al fratellastro.
Desiderosa di entrare nel mondo dello spettacolo già da bambina, Danielle ha seguito corsi di danza classica, arte e recitazione, diventando quindi un'attrice teatrale, cinematografica e televisiva. In teatro ha sempre preferito i musical, dove si è distinta come ballerina e cantante.
Ha iniziato la sua carriera televisiva nel 1993. In teatro il suo debutto è avvenuto l'anno successivo, con il musical Band-Aid, mentre al cinema ha esordito nel 1999. Alla Globo si è distinta nelle telenovelas La scelta di Francisca, dove ha dato volto alla principale rivale in amore della protagonista, Pagine di vita, in cui ha svolto il ruolo di una donna malvagia,  Uga-Uga e Amor à vida. Tra i suoi film più importanti si devono citare La parte della sposa e Tutto normale il prossimo Natale.

## Vita privata
Dal 1994 al 1997 è stata sentimentalmente all'attore Selton Mello. In seguito ha frequentato gli attori André Segatti e Sérgio Marone. Si è poi fidanzata con l'atleta Fernando Fernandes e con l'attore Bruno Gagliasso, ma in entrambi i casi senza arrivare al matrimonio. Ha sposato il presentatore Cássio Reis nel 2005. Nel 2007 è nato il figlio della coppia, Noah. Nel 2010 Danielle Winits ha divorziato ed è passata subito a nuove nozze con l'attore Jonatas Faro. Guy, il loro unico figlio, è nato il 28 aprile 2011, quando la coppia si era già lasciata. Nel 2016 l'attrice ha sposato il collega André Gonçalves. I due sono ancora uniti, nonostante una grave crisi coniugale nel 2023.